# Владимирский спуск (Киев)
Влади́мирский спуск (укр. Володимирський узвіз) — старинная улица Киева. Ведёт от Европейской площади вниз к Почтовой площади. К Владимирскому спуску примыкают улица Петра Сагайдачного, Крещатик и улица Михаила Грушевского.

## История
Спуск возник в начале XVIII века на месте так называемого Старого Печерского пути, соединявшего Подол с Печерском, когда в 1711 году начали прокладывать путь через Михайловскую гору. Первоначально был спуском без названия, позже назывался Крещатицкий проезд, затем Мостовой улицей, так как был первой улицей города с кирпичным покрытием.
В 1869—1919 годах являлся частью Александровской (Большой Александровской) улицы, которая вела от нынешней Арсенальной площади к Контрактовой площади. В марте 1919 года улица получила название улица Революции, с декабря 1934 года — улица Кирова. Современное название — с 1944 года, от расположенного над Владимирским спуском памятника киевскому князю Владимиру.
По Владимирскому спуску в 1892 году была проложена первая в Российской империи линия трамвая длиной 1 км. В 1992 году в нижней части спуска был установлен памятник первому трамваю.

## Здания
- Дом № 2 — Национальная филармония Украины